# Dilshad Vadsaria
Dilshad Vadsaria (Karachi, 14 settembre 1985) è un'attrice pakistana naturalizzata statunitense.

## Biografia
Dilshad Vadsaria nasce a Karachi, in Pakistan, il 14 settembre del 1985 da padre pakistano e da madre portoghese. All'età di 6 anni si trasferisce con i genitori negli USA e Vadsaria trascorre la sua infanzia in diverse città: Chicago, Richmond e Philadelphia. Ha studiato recitazione a New York.

## Carriera
La carriera professionale di Vadsaria inizia nel 2006 quando ha una parte nel programma televisivo Vanished e una parte nel film Rapture. Ha poi ottenuto una parte che l'ha fatta conoscere al grande pubblico nello show televisivo della ABC Greek - La confraternita, dove interpreta Rebecca Logan una delle sorelle della confraternita Zeta Beta Zeta. Inoltre appare nell'episodio della sesta stagione di NCIS, "Legend (parte 2)".
Nel 2011 fa la parte di Kate nel film 30 Minutes or Less.
Vadsaria fa anche parte del cast del telefilm Revenge, dove interpreta Padma Lahari fidanzata di Nolan Ross e da lui nominata direttore finanziario della Nolcorp.

## Filmografia

### Cinema
- 30 Minutes or Less, regia di Ruben Fleischer (2011)

### Televisione
- Greek - La confraternita (Greek) – serie TV, 74 episodi (2007-2011)
- Murder in the First - serie TV, 2 episodi (2014)
- Castle – serie TV, episodio 7x16 (2015)

## Doppiatrici italiane
- Ilaria Latini in Greek - La confraternita, NCIS - Unità anticrimine
- Francesca Manicone in Revenge
- Michela Alborghetti in CSI: Miami
- Eleonora De Angelis in 30 Minutes or Less
- Alessandra Bellini in Castle
- Chiara Gioncardi in Second Chance